# 耶律海里 (留隠)
耶律海里（やりつ かいり、生没年不詳）は、遼（契丹）の政治家・軍人。漢名は景。字は留隠。

## 経歴
令穏耶律抜里得の長男として生まれた。天禄5年（951年）に耶律察割が世宗を殺害したとき、耶律海里の母の的魯は耶律察割のもとにいた。耶律海里は耶律察割によって召し出そうとされたが、この誘いを拒絶した。乱が平定されると、耶律海里の節義のために的魯は耶律察割に協力した罪を許された。
質素な生活を営み、名利を好まず、狩猟を楽しむのみであった。保寧元年（969年）、彰国軍節度使に任じられ、惕隠に転じた。任期を終えると、病と称して出仕しなかった。長らく経って南院大王として復帰した。統和4年（986年）春、宋の曹彬・米信らが燕雲十六州奪回のために進攻してくると、耶律海里は宋軍を迎え撃った功績で、資忠保義匡国功臣の称号を賜った。
南院にあること十数年、穏健な統治で戸口も増加した。統和12年（994年）1月、上京留守となり、漆水郡王に封じられた。

## 伝記資料
- 『遼史』巻84 列伝第14